# ヴァージニア州の音楽
ヴァージニア州の音楽(Music of Virginia)では、南部ヴァージニアのカントリー、ゴスペル、フォーク、ブルース、R&B、ソウル、ジャズ、ロック、ヒップホップなどの多様性を持った音楽について記述する。

## 歴史
州歌は途中で変更になるなどしたが、公式の州歌は2015年に"Our Great Virginia"を2代目の州歌、"Sweet Virginia Breeze"を州愛唱歌とする議案が成立し、17年の州歌「空白」状態が解消した。ゴスペル・グループとしては、戦前から活動している、ゴールデン・ゲイト・カルテットがいる（メンバーを入れ替え活動継続中）。州出身のカントリー音楽家には、有名なカーター・ファミリー、パッツィ・クラインらがいた。
ソウル・ミュージシャンとしては、メイジャー・ハリス、イヴォンヌ・フェア-、マーサ・ハイらがいた。